# HD 165645
HD 165645，又名BD+41 2968，SAO 47195、HR 6767，是一颗恒星，视星等为6.34，位于銀經68.79，銀緯25.97，其B1900.0坐标为赤經18h 1m 53.6s，赤緯+41° 25.97′ 7″。